# Kabinett Planinc
Das Kabinett Planinc wurde am 16. Mai 1982 in der Sozialistischen Föderativen Republik Jugoslawien (SFRJ) von Milka Planinc gebildet, der ersten Frau in der Geschichte Jugoslawiens, die dieses Amt bekleidete. Das Kabinett Planinc löste das zweite Kabinett Đuranović ab und blieb bis zum 15. Mai 1986 im Amt, woraufhin es vom Kabinett Mikulić abgelöst wurde. Die Minister waren Mitglieder des Bundes der Kommunisten Jugoslawiens (BdKJ).
Dem Kabinett gehörten als Minister Bundessekretäre beziehungsweise Vorsitzende von Bundesausschüssen an:
| Ministeramt                                                  | Amtsinhaber                        | Beginn der Amtszeit            | Ende der Amtszeit              |
| ------------------------------------------------------------ | ---------------------------------- | ------------------------------ | ------------------------------ |
| Präsidentin des Bundesexekutivrates                          | Milka Planinc                      | 16. Mai 1982                   | 15. Mai 1986                   |
| Vizepräsident des Bundesexekutivrates                        | Zvone Dragan Janez Zemljarič       | 16. Mai 1982 15. Mai 1984      | 15. Mai 1984 15. Mai 1986      |
| Vizepräsident des Bundesexekutivrates                        | Borislav Srebrić                   | 16. Mai 1982                   | 15. Mai 1986                   |
| Vizepräsident des Bundesexekutivrates                        | Mijat Šuković                      | 16. Mai 1982                   | 15. Mai 1986                   |
| Mitglied des Bundesexekutivrates                             | Abdulah Mutapčić Jan Jerne         | 16. Mai 1982 15. Mai 1984      | 15. Mai 1984 15. Mai 1986      |
| Mitglied des Bundesexekutivrates                             | Nedeljko Mandić                    | 16. Mai 1982                   | 15. Mai 1986                   |
| Mitglied des Bundesexekutivrates                             | Spasoje Medenica                   | 16. Mai 1982                   | 15. Mai 1986                   |
| Mitglied des Bundesexekutivrates                             | Ivo Margan Ljubomir Baban          | 16. Mai 1982 15. Mai 1984      | 15. Mai 1984 15. Mai 1986      |
| Mitglied des Bundesexekutivrates                             | Rikard Štajner                     | 16. Mai 1982                   | 15. Mai 1986                   |
| Mitglied des Bundesexekutivrates                             | Mito Pejovski                      | 16. Mai 1982                   | 15. Mai 1986                   |
| Mitglied des Bundesexekutivrates                             | Boro Denkov                        | 16. Mai 1982                   | 15. Mai 1986                   |
| Mitglied des Bundesexekutivrates                             | Janko Smole Ante Sučić             | 16. Mai 1982 15. Mai 1984      | 15. Mai 1984 15. Mai 1986      |
| Mitglied des Bundesexekutivrates                             | Živorad Kovačević                  | 16. Mai 1982                   | 15. Mai 1986                   |
| Mitglied des Bundesexekutivrates                             | Dimitrije Tasić                    | 16. Mai 1982                   | 15. Mai 1986                   |
| Mitglied des Bundesexekutivrates                             | Jon Srbovan                        | 16. Mai 1982                   | 15. Mai 1986                   |
| Auswärtige Angelegenheiten                                   | Lazar Mojsov Raif Dizdarević       | 16. Mai 1982 15. Mai 1984      | 15. Mai 1984 15. Mai 1986      |
| Nationale Verteidigung                                       | Branko Mamula                      | 16. Mai 1982                   | 15. Mai 1986                   |
| Innere Angelegenheiten                                       | Stane Dolanc Dobroslav Ćulafić     | 16. Mai 1982 15. Mai 1984      | 15. Mai 1984 15. Mai 1986      |
| Finanzen                                                     | Jože Florjančič Vlado Klemenčič    | 16. Mai 1982 13. Dezember 1983 | 13. Dezember 1983 15. Mai 1986 |
| Außenhandel                                                  | Milenko Bojanić                    | 16. Mai 1982                   | 15. Mai 1986                   |
| Märkte und Preise                                            | Luka Reljić Siniša Korica          | 16. Mai 1982 15. Mai 1984      | 15. Mai 1984 15. Mai 1986      |
| Justiz und Allgemeine Verwaltungsangelegenheiten             | Borislav Krajina                   | 16. Mai 1982                   | 15. Mai 1986                   |
| Information                                                  | Mitko Čalovski Aleksandar Petković | 16. Mai 1982 17. Juli 1985     | 17. Juli 1985 15. Mai 1986     |
| Bundesausschuss für Energie und Industrie                    | Rade Pavlović                      | 16. Mai 1982                   | 15. Mai 1986                   |
| Bundesausschuss für Landwirtschaft                           | Milorad Stanojević                 | 16. Mai 1982                   | 15. Mai 1986                   |
| Bundesausschuss für Transport und Kommunikation              | Nazmi Mustafa Mustafa Pljakić      | 16. Mai 1982 15. Mai 1984      | 15. Mai 1984 15. Mai 1986      |
| Bundesausschuss für Arbeit, Gesundheit und sozialer Schutz   | Đorđe Jakovljević                  | 16. Mai 1982                   | 15. Mai 1986                   |
| Bundesausschuss für Veteranen und Menschen mit Behinderungen | Dragomir Nikolić Jovko Jovkovski   | 16. Mai 1982 15. Mai 1984      | 15. Mai 1984 15. Mai 1986      |
| Bundesausschuss für Gesetzgebung                             | Janko Česnik Petar Vajović         | 16. Mai 1982 6. Juli 1983      | 6. Juli 1983 15. Mai 1986      |